# دانييل كفيات
دانييل كفيات (مواليد 26 أبريل 1994 م) هو سائق روسي يشارك في مسابقة فورمولا 1 تحت العلم الروسي، يشارك مع فريق سكودريا ألفا توري.

## روابط خارجية
- دانييل كفيات على موقع Racing-Reference.info (الإنجليزية)
- دانييل كفيات على موقع DriverDB.com (الإنجليزية)
- دانييل كفيات على موقع AS.com (الإسبانية)